# Milojko Spajić
Milojko Spajić, född  24 september 1987 i Pljevlja, är en montenegrinsk politiker och finansingenjör som tjänstgjort som Montenegros premiärminister sedan oktober 2023.
Han tjänstgjorde också som finans- och socialminister i Montenegros regering och Zdravko Krivokapics kabinett från 2020 till 2022.
Spajić är ordförande för centerpartiet Europe Now.
Från och med 2024 är han den fjärde yngsta tjänstgörande statschefen i världen, efter Frankrikes Gabriel Attal, Burkina Fasos Ibrahim Traoré och Ecuadors Daniel Noboa.
Han tog examen från Osaka universitet, Saitama universitet och HEC Paris.